# Günter Stahn

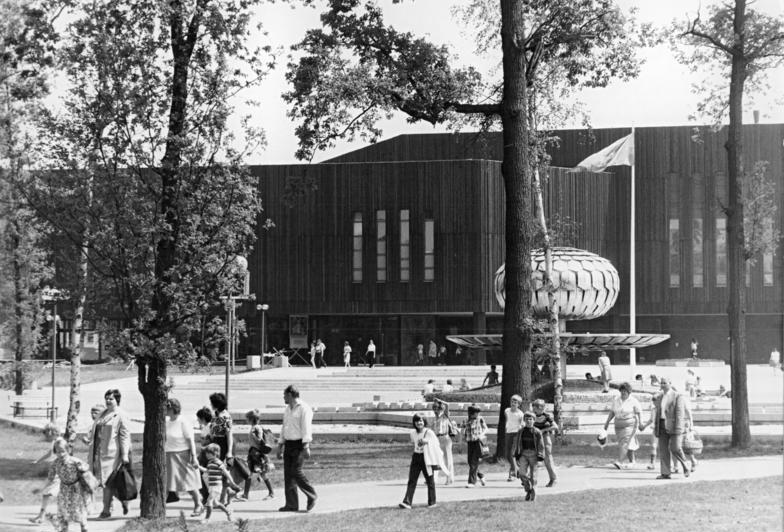
Pionierpalast „Ernst Thälmann“ (1981)

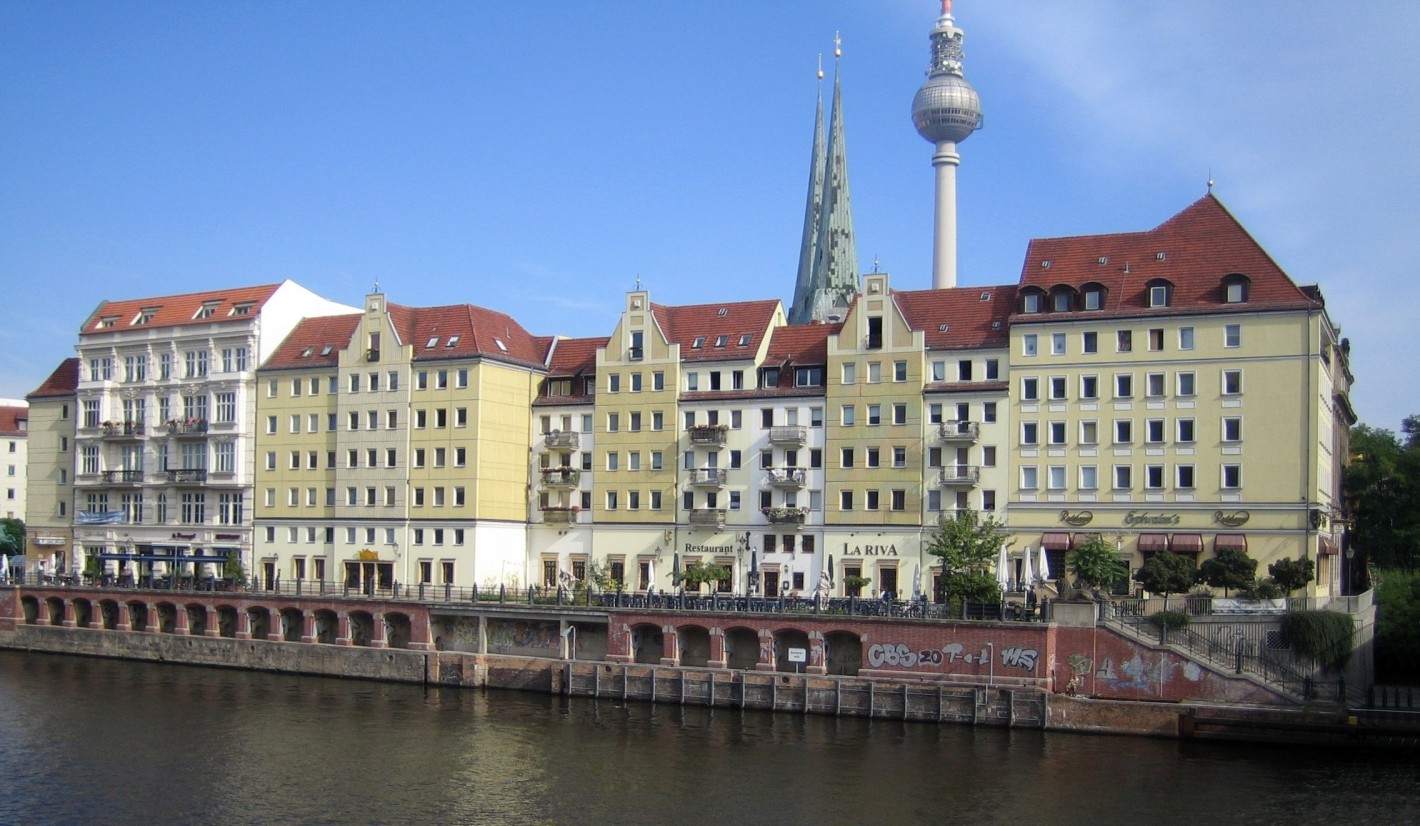
Blick von Westen auf den Straßenzug Spreeufer des Nikolaiviertels. Im Hintergrund die Nikolaikirche und der Fernsehturm

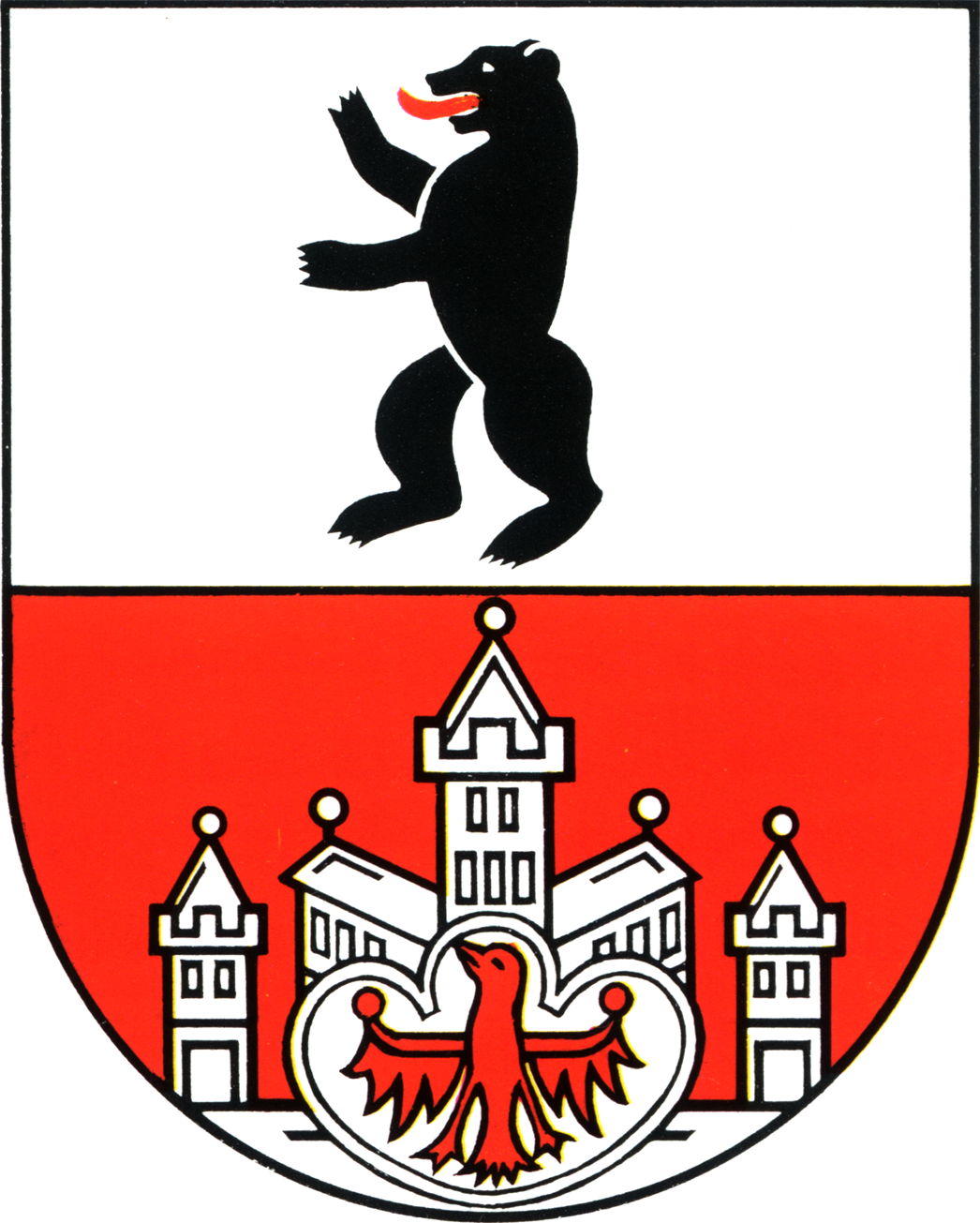
Das von Günter Stahn entworfene Wappen des Bezirks Berlin-Mitte ab 1987

Günter Stahn (* 2. Mai 1939 in Magdeburg; † 1. Dezember 2017) war ein deutscher Architekt und Stadtplaner, der neben Manfred Prasser, Karl-Ernst Swora und anderen Architekten die architektonische und städtebauliche Gestaltung Ost-Berlins in den 1980er Jahren prägte.

## Leben / Werk
Nach Maurerlehre schloss sich ein Studium an den Ingenieurschulen für Bauwesen in Magdeburg und in Gotha an, das er 1958 als Bauingenieur abschließen konnte. Von 1959 bis 1961 war er als Architekt im Messe- und Ausstellungsbau in Leipzig beschäftigt. Nach dem Architekturstudium an der TU-Dresden von 1962 bis 1967 kehrte er nach Magdeburg zurück und arbeitete dort im Büro für Städtebau.
1968 wurde Stahn wissenschaftlicher Mitarbeiter an der Experimentalwerkstatt des Instituts für Städtebau und Architektur der Deutschen Bauakademie unter der Leitung von Hermann Henselmann. Dort promovierte 1971 mit einer Arbeit zu „Problemen der räumlichen Umgestaltung großstädtischer Zentrumsbereiche“. Neben der Planung für die Neubrandenburger Innenstadt (1968) und für die Zentrumsplanungen von Rostock, Plauen, Erfurt, Halle und Schwerin sowie für die Innere Westvorstadt in Leipzig beteiligte sich Stahn mit einem Entwurf an dem Wettbewerb für den Wohnkomplex VIII in Schwedt und an der Planungsvorbereitung für den Neubau des Hauptgebäudes der Universität Leipzig (1970).
1972 wechselte er in die spätere Baudirektion Berlin unter Leitung von Erhardt Gißke. Als Architekt verantwortete er bis 1975 die Wiederaufbauplanung des Berliner Doms (mit neuer Domlaterne und Kuppelgestaltung). Später arbeitete er beim VEB BMK Ingenieurhochbau Berlin. Dort übernahm er als Architekt den Bau des Berliner Pionierpalasts in der Wuhlheide zwischen 1976 und 1979. Bereits 1972 war er im Wettbewerb für den Pionierpalast als Sieger hervorgegangen.
Als Direktor des Berliner Büros für Städtebau entwarf und realisierte er Anfang der 1980er Jahre als bedeutendes städtebauliches Projekt die Neubebauung des Nikolaiviertels. 1982 entwarf er das Erinnerungsmal für das Revolutionsdenkmal auf dem Zentralfriedhof Friedrichsfelde (mit Gerhard Thieme). 1987 wurde er zum Direktor des Büros für Städtebau berufen und avancierte zum Stellvertreter des Chefarchitekten. Nach der Wende wurde er vom Berliner Magistrat/Senat als Leiter der Abt. Städtebau bestätigt.
Er machte sich 1991 mit einem kleinen Architekturbüro in der Berliner Oberwasserstraße und dann in Schildow selbstständig. Zu seinen Bauaufträgen zählen u. a. Dienstleistungszentren und größere Wohnungsbauvorhaben in Berlin, z. B. am Spittelmarkt und in der Wallstraße. Stahn konnte sich jedoch am Markt nicht behaupten. Er wurde u. a. von westdeutschen Auftraggebern übervorteilt und gab letztlich auf. 

## Projekte
- Projekt Universität Leipzig
- Projekt Forschungshochhaus in Jena
- Projekt Zentrum Rostock
- Projekt Zentrum Plauen
- Projekt Zentrum Erfurt
- Projekt Zentrum Neubrandenburg
- Projekt Zentrum Schwerin
- Projekt Zentrum Halle (Saale)
- Projekt Innere Westvorstadt in Leipzig
- Projekt Wohnkomplex VIII in Schwedt/Oder
- Projekt Entwicklungslinien des Einfamilienhausbaus
- Wettbewerb Elbufergestaltung in Dresden
- Wettbewerb Elbufergestaltung in Magdeburg
- Wettbewerb Schülerhof in Halle
- Wettbewerb Innengestaltung von Studentenheimen in Dresden
- Studentenwettbewerb Union Internationale des Architectes in Paris
- Wettbewerb für das Nationaltheater in Budapest
- Wettbewerb Zentrum Weimar

## Bauten
- 1976 – 1979: Pionierpalast Ernst Thälmann in der Wuhlheide
- 1980 – 1987: Neubebauung des Nikolaiviertels, u. a. Bürgerhäuser am Molkenmarkt (mit Wolfgang Woigk und Reiner Rauer)[4]

## Auszeichnungen
Stahn war zweifacher Nationalpreisträger, einmal 1979 mit dem Nationalpreis der DDR III. Klasse für Wissenschaft und Technik und einmal 1987 mit dem Nationalpreis der DDR I. Klasse für Kunst und Literatur.